# Los Angeles Cyclecar Company
Los Angeles Cyclecar Company bzw. Los Angeles Cycle Car Company war ein US-amerikanischer Hersteller von Automobilen.

## Unternehmensgeschichte
L. E. French hatte 1913 die California Cycle Car Company gegründet und einen Kleinwagen entwickelt, scheiterte aber an der Vermarktung.
Später im Jahr 1913 fand er neue Geldgeber und gründete das neue Unternehmen in Los Angeles in Kalifornien. Im gleichen Jahr begann die Produktion von Automobilen. Der Markenname lautete Los Angeles. Das Hauptwerk befand sich in Compton in Kalifornien. Ein zweites Werk gab es in Buffalo im US-Staat New York, das vorher die E. R. Thomas Motor Car Company benutzte.
1914 endete die Produktion.

## Fahrzeuge
Zunächst standen zwei Modelle im Sortiment, die als Cyclecar bezeichnet wurden, obwohl sie das Hubraumkriterium nicht erfüllten. Der 9 HP Angelus hatte einen Zweizylindermotor mit 85,725 mm Bohrung, 98,425 mm Hub, 1136 cm³ Hubraum und 9 PS Leistung. Der 12/15 HP Pacific hatte einen Vierzylindermotor mit 63,5 mm Bohrung, 88,9 mm Hub, 1126 cm³ Hubraum und 12 PS Leistung. Beide Motoren waren luftgekühlt. Die Motorleistung wurde über ein Friktionsgetriebe und Riemen an die Hinterachse übertrage. Das Fahrgestell hatte 259 cm Radstand und 112 cm Spurweite. Die Fahrzeuge waren offene Roadster mit zwei Sitzen.
1914 erschien ein stärkeres Modell. Es hatte einen wassergekühlten Vierzylindermotor mit 18 PS Leistung. Der Radstand betrug 254 cm.